# Fraternité sacerdotale Saint-Pierre
« FSSP » redirige ici. Pour la base de données bio-informatique, voir Families of Structurally Similar Proteins.
 (août 2021).
Si vous disposez d'ouvrages ou d'articles de référence ou si vous connaissez des sites web de qualité traitant du thème abordé ici, merci de compléter l'article en donnant les références utiles à sa vérifiabilité et en les liant à la section « Notes et références ».
 (décembre 2023).
La Fraternité sacerdotale Saint-Pierre abrégée en FSSP (Fraternitas Sacerdotalis Sancti Petri en latin) est une société de vie apostolique catholique traditionaliste de prêtres et de séminaristes en communion avec le Saint-Siège. 
Elle a été fondée en 1988 par Josef Bisig et plusieurs autres anciens membres de la Fraternité sacerdotale Saint-Pie-X qui ont refusé la situation schismatique de celle-ci induite par les consécrations illicites (au regard du droit canon) effectuées par Marcel Lefebvre.

## Histoire

### Fondation
La Fraternité sacerdotale Saint-Pierre a été fondée le 18 juillet 1988 en l'abbaye d'Hauterive en Suisse par une douzaine de prêtres et de séminaristes, anciens membres de la Fraternité sacerdotale Saint-Pie-X qui ont refusé la situation de schisme de celle-ci provoquée par des consécrations cannoniquement illicites,. Peu de temps après sa fondation et grâce à l'aide du cardinal Joseph Ratzinger[réf. nécessaire], elle a été accueillie par Josef Stimpfle, évêque d'Augsbourg en Allemagne, au sanctuaire marial bavarois de Wigratzbad.
Le 10 septembre 1988, la commission pontificale Ecclesia Dei accorda l'usage des livres liturgiques de 1962. D'abord accordées à titre expérimental, puis revues en détail par le Saint-Siège en 1999 et par le chapitre général de la fraternité en 2000, les constitutions de la Fraternité sacerdotale Saint-Pierre ont été approuvées définitivement le 29 juin 2003 par le Saint-Siège. La FSSP est en pleine communion avec le Vatican et reçoit l'ensemble du magistère de l’Église et de l'enseignement des papes[pas clair].

### Visite apostolique
Le 27 septembre 2024, la Fraternité annonce que le dicastère pour la vie consacrée va mener une visite apostolique « ordinaire » au sein de l'institut. La précédente visite remonte à 2014, et avait été effectuée par Vitus Huonder, évêque de Coire, assisté de Hervé Courau, père-abbé de Triors et de Fabian Bruskewitz, évêque émérite de Lincoln,.

## Organisation

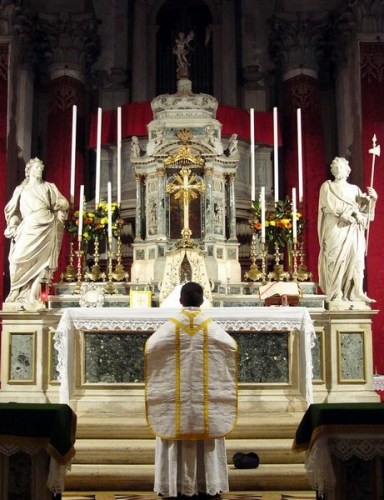
Messe célébrée par un prêtre de la FSSP à l'église San Simeone Piccolo de Venise en Italie

La Fraternité sacerdotale Saint-Pierre est implantée dans 146 diocèses dans plus de 20 pays. En date de novembre 2024, elle compte 386 prêtres, dont 359 sont incardinés, 182 séminaristes et 15 diacres. La maison générale de la fraternité est située à Fribourg en Suisse depuis 2003, où la fraternité anime la pastorale de la basilique Notre-Dame. La fraternité possède deux séminaires, un à Wigratzbad en Allemagne et l'autre à Denton aux États-Unis. En tout, la fraternité célèbre la messe dans 255 lieux de culte.
La confraternité Saint-Pierre est une confrérie laïque associée à la Fraternité sacerdotale Saint-Pierre. En date de novembre 2024, elle comprend 10 515 membres dont 1 319 francophones, 1 330 germanophones et 7 749 anglophones. L'engagement de ses membres est purement spirituel. Il apporte un soutien de prières quotidiennes aux membres de la FSSP.

### Districts et régions
La Fraternité sacerdotale Saint-Pierre est divisée en trois districts et en une région. Les trois districts sont le district d'Amérique du Nord, le district de France et le district germanophone.

#### District d'Amérique du Nord
La FSSP est présente dans 39 diocèses aux États-Unis et 7 au Canada. De 2008 à 2015, l'abbé Eric Flood est le supérieur du district d'Amérique du Nord. En juillet 2015, lui succède l'abbé Gerard Saguto. L'abbé Michael Stinson est le supérieur du district à partir de 2018, remplacé en 2021 par William Lawrence,. Le siège du district nord-américain est situé à South Abington en Pennsylvanie.

##### Canada
La FSSP est présente dans sept diocèses canadiens dans les provinces de l'Alberta, de la Colombie-Britannique, de l'Ontario et du Québec. Ces diocèses sont ceux de Calgary, d'Edmonton, de Montréal, d'Ottawa, de Québec, de Saint Catharines et de Vancouver.

##### États-Unis

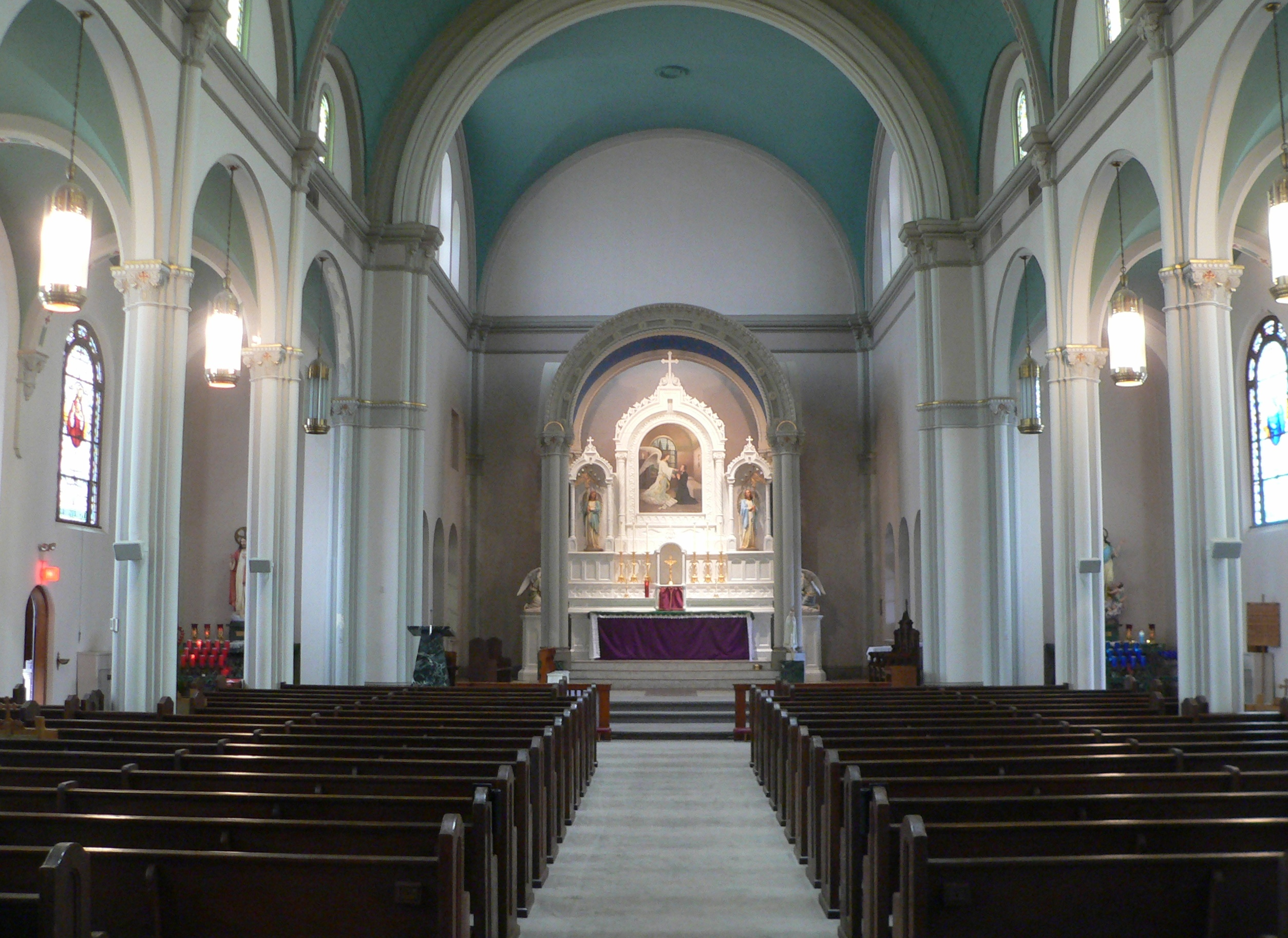
Intérieur de l'église de l'Immaculée Conception d'Omaha au Nebraska desservie par la FSSP

La FSSP est présente dans 39 diocèses aux États-Unis dans les États de l'Arizona, de l'Arkansas, de Californie, du Colorado, du Dakota du Sud, de la Floride, de Géorgie, de l'Idaho, de l'Illinois, de l'Indiana, du Kentucky, du Minnesota, du Nebraska, du New Jersey, de l'Oklahoma, de l'Ohio, de Pennsylvanie, du Texas. de la Virginie et de Washington.

#### District de France

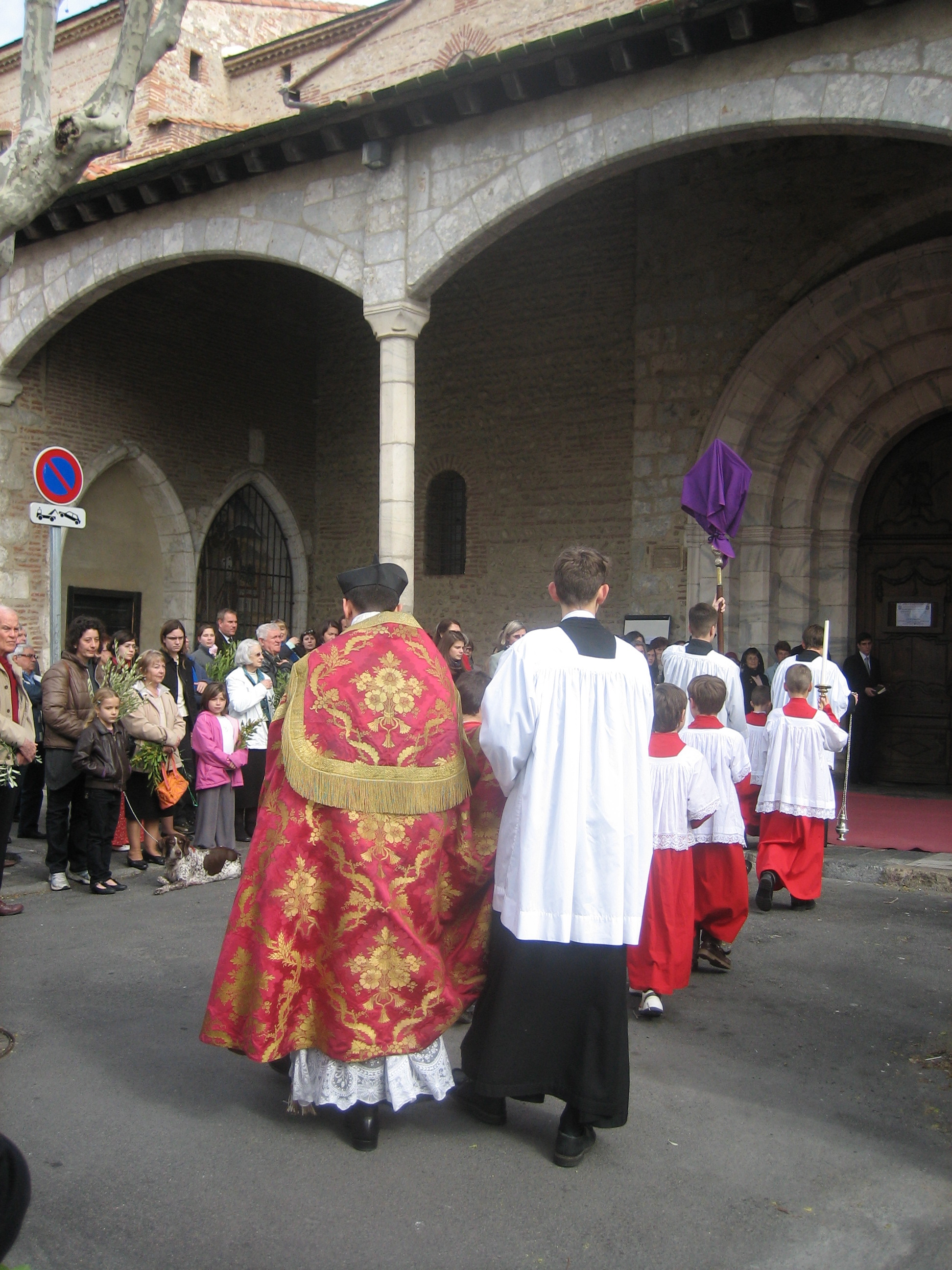
L'apostolat de la FSSP à Perpignan

##### Historique
Les premiers apostolats de la FSSP en France ont été créés en septembre 1988 avec l'abbé Denis Coiffet comme premier supérieur de district.
Les premières communautés s'établirent d'abord à Fontainebleau, à Lyon, Narbonne, Perpignan et Versailles et, par la suite, à Paris, Strasbourg, Besançon et Saint-Étienne.
La première ordination sacerdotale conférée dans une église desservie par la fraternité et selon la forme tridentine du rite romain a eu lieu le 29 juin 1993 et célébrée par le cardinal Albert Decourtray, archevêque de Lyon.
À la suite de cela, la FSSP s'implante à Nantes, Épinal, Périgueux et au Mans. En 2000, l'abbé Xavier Garban devient le supérieur du district. Sous sa direction, la fraternité s'implante à Dijon, Toulon, Montélimar, au Chesnay, Belfort et à Bordeaux.
En septembre 2006, l'abbé Vincent Ribeton (en) est nommé supérieur du district. Sous sa direction, la fraternité s'implante à Tarbes et à Mâcon, puis à Lons, Caen, Tours, Bourges, Meaux, Valence, Annecy et Lourdes.
Lors du second tour des élections présidentielles de 2012, Denis Coiffet (cofondateur de la FSSP) crée la polémique en appelant à ne pas voter pour le candidat François Hollande.
En septembre 2014, la maison du district de France de la FSSP, jusqu’alors située à Brannay, est transférée à Bourges.
En juillet 2015, l'abbé Benoît Paul-Joseph devient le supérieur du district administrant les apostolats de France et de Belgique francophone.
Le 16 juillet 2024, à la suite du chapitre général de la Fraternité, Benoit de Giacomoni a été nommé supérieur du district de France pour une durée de 3 ans.

##### Liens avec l'extrême droite

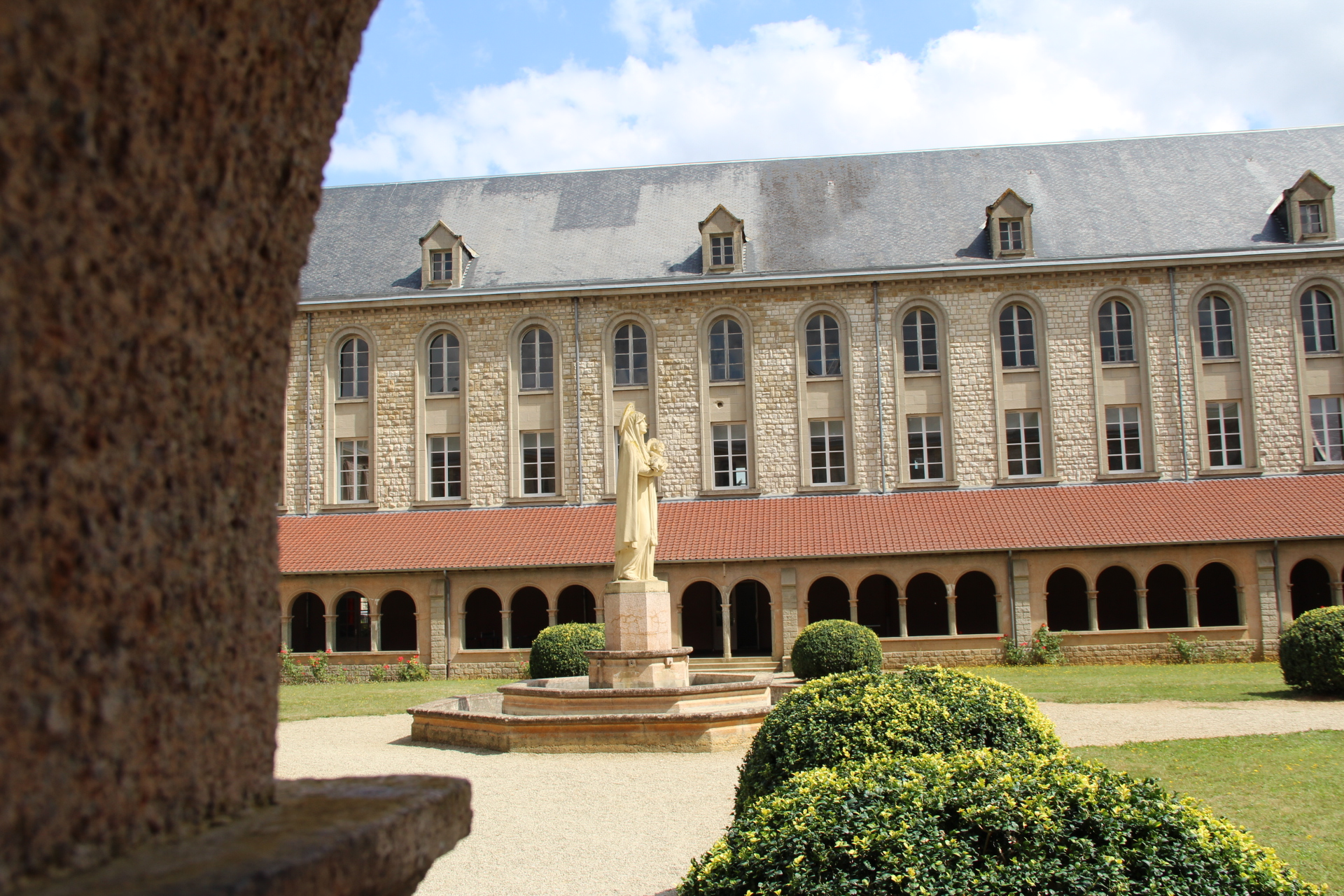
Institut Croix-des-Vents à Sées.

L'Institut Croix-des-Vents à Sées est un collège et lycée de garçons, géré par la Fraternité sacerdotale Saint-Pierre. Victor Aubert, co-président d'Academia Christiana, y enseigne la philosophie. L’institut Croix-des-Vents, a accueilli de 2013 à 2019 l’université d’été des identitaires catholiques, Academia Christiana, autour des thèmes de la « reconquête » face au « grand remplacement »,. 
En mai 2021, Roland Minnerath, archevêque de Dijon, décide de ne pas reconduire le ministère de la Fraternité sacerdotale Saint-Pierre au sein de la basilique Saint-Bernard de Fontaine-lès-Dijon. Officiellement il s'agit d'un désaccord organisationnel et pratique. Toutefois, des liens entre la Fraternité sacerdotale Saint-Pierre et des groupuscules d'extrême-droite radicale auraient aussi été pris en compte par l'évêché. 
À la suite d'une enquête de France 2 sur Academia Christiana, en janvier 2022, l'institut Croix-des-Vents s'est désolidarisé d'Academia Christiana et Victor Aubert ne serait plus professeur à l’institut.

###### Enseignement
Écoles dirigées par la Fraternité (supériorat et aumônerie) :
- École Saint-Joseph (Sées) – école primaire mixte
- École Sainte-Geneviève (Versailles) – école primaire mixte
- École Sainte-Jeanne d’Arc (Francheville) – école primaire mixte
- Institut Croix-des-Vents (Sées) – collège et lycée de garçons.
- Institution l’Espérance (Sainte-Cécile) – collège et lycée de garçons

Écoles où l’aumônerie est assurée par la Fraternité
- École Notre-Dame de l’Espérance (Trouy) – école primaire mixte
- École Saint-Anselme (Besançon) – école primaire mixte
- École de la Providence (Clermont) – école primaire mixte
- Cours Charlier (Nantes) – école primaire de garçons
- École Sainte-Catherine de Sienne (Nantes) – école primaire de filles
- École Sainte-Bernadette (Tarbes) – école primaire mixte
- École Blanche-de-Castille (Le Mans) – école primaire mixte
- École Sainte-Cécile (Seynod) – mixte
- École du Saint-Enfant Jésus (Samois-sur-Seine) – mixte
- École Saint-Joseph des Lys (Versailles) – école primaire mixte
- École Les Pastoureaux (Le Perray-en-Yvelines) – mixte
- École Jacinthe et François (Rambouillet) – mixte
- Institution Saint-Dominique (La Baffe) – mixte
- École Bienheureux Frassati (Mandres-sur-Vair) – mixte
- Collège Saint-Fort (Le Bouscat) – collège de garçons et de filles
- Cours Charlier (Nantes) – collège de garçons
- Collège Sainte-Catherine de Sienne (Nantes) – collège de filles
- Institution Saint-Thomas d’Aquin (Berné) – collège et lycée de filles
- Institut d’Argentré - Saint Anne (Sées) – collège et lycée de filles
- Collège François et Jacynthe de Fatima (Lyon) – collège mixte
- Lycée Saint-Augustin (Francheville) – lycée de garçons
- Cours Blanche-de-Castille (Le Mans) – mixte
- Collège Sainte-Philomène (Seynod) – collège mixte
- Collège du Sacré-Cœur (Samois-sur-Seine) – collège mixte
- Collège Saint-Joseph des Lys (Versailles) – collèges de garçons et de filles
- Institution Saint-Dominique (La Baffe) – collège et lycée de filles
- Collège Bienheureux Frassati (Mandres-sur-Vair) – collège de garçons

#### District germanophone

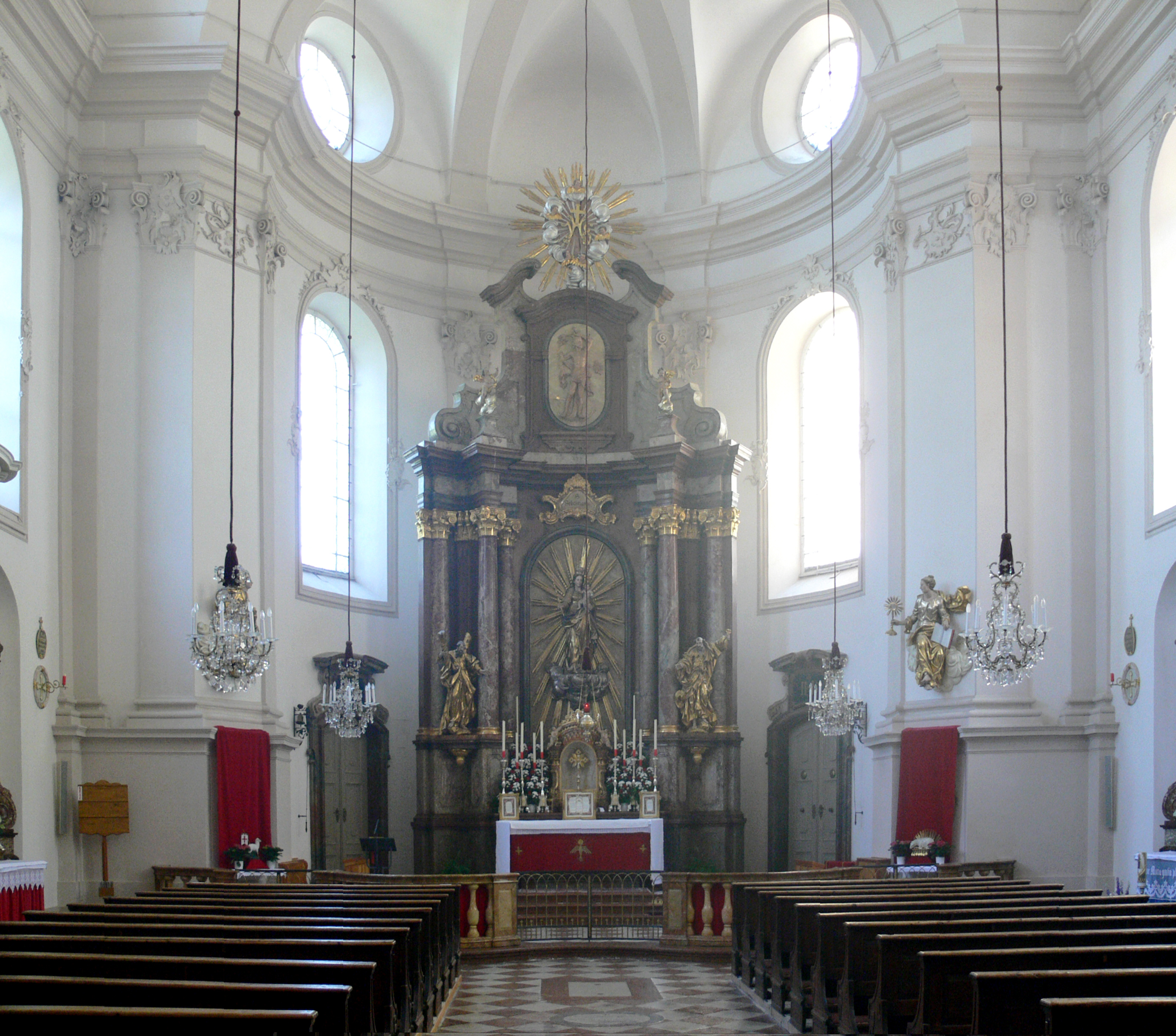
Intérieur de l'église Saint-Sébastien de Salzbourg en Autriche desservie par la FSSP

De 2003 à 2015, l'abbé Axel Maussen (en) est supérieur du district germanophone. En juillet 2015, lui succède l'abbé Bernhard Gerstle.

## Analyses
Le sociologue Yann Raison du Cleuziou caractérise la congrégation comme « traditionaliste fidèle à Rome », ensemble avec l'Institut du Christ-Roi Souverain Prêtre.

## Liste des supérieurs généraux
- Josef Bisig (1988 à 2000)
- Arnaud Devillers (2000 à 2006)
- John Berg (2006 à 2018)
- Andrzej Komorowski (2018 à 2024)[27]
- John Berg (depuis 2024)[28]